# CCTV-1
CCTV-1 ist der wichtigste Sender der China-Central-Television-Gruppe. Er ist der zentrale Sender für Nachrichten und Allgemeines und ist in der Volksrepublik China über Satellit empfangbar. Außerdem muss der Sender durch die lokalen Sendeanstalten terrestrisch weiterverbreitet werden. Dadurch erreicht der Sender die höchste Abdeckungsrate in China.